# Mateusz Iskrzycki
Mateusz Iskrzycki (ur. 29 lipca 1986 w Nowym Targu) – polski hokeista.

## Kariera klubowa
- Podhale Nowy Targ (2003–2004)
- KTH Krynica (2004–2006)
- Podhale Nowy Targ (2006–2007)
- Unia Oświęcim (2007–2008)
- Podhale Nowy Targ (2008–2010)
- Gazda Nowy Targ (2015-)

Wychowanek Podhala Nowy Targ. W okresie przygotowawczym do sezonu 2007/2008 przebywał na testach w czeskiej ekstraligowej drużynie HC Oceláři Trzyniec. W 2010 zakończył profesjonalną karierę zawodniczą. Od 2015 zawodnik drużyna Gazda Nowy Targ w II lidze.